# Nậm So
Nậm So là một phụ lưu của Nậm Na trong lưu vực sông Đà, chảy ở huyện Phong Thổ và Tam Đường, tỉnh Lai Châu, Việt Nam .
Nậm So dài 50 km, diện tích lưu vực 770 km², mã sông là "02 02 63 26 03".

## Dòng chảy
Nậm So bắt nguồn từ vùng núi thị trấn Tam Đường huyện Tam Đường, chảy về hướng tây bắc qua xã Thèn Sín . 22°24′39″B 103°29′23″Đ / 22,41083°B 103,48972°Đ
Tại xã Nậm Xe huyện Phong Thổ, Nậm So hợp lưu với dòng Nậm Xe chảy từ phía đông tới. Tại đây sông đổi hướng chảy gần tây. 22°30′33″B 103°24′34″Đ / 22,50917°B 103,40944°Đ
Tới thung lũng ở xã Mường So thì hợp lưu với dòng Nậm Lùm chảy từ các xã Khổng Lào và Bản Lang từ phía đông bắc đến.
Tại xã Mường So dòng Nậm So chảy uốn cong, từ hướng tây nam sang tây bắc rồi chính tây, đến bản Pa So thì đổ vào Nậm Na.

## Thủy điện
Năm 2019 có dự án Thủy điện Nậm So với 2 bậc.
- Thủy điện Nậm So 1 công suất lắp máy 12 MW, xây dựng trên vùng đất xã Thèn Sin huyện Tam Đường.[6]
- Thủy điện Nậm So 2 công suất lắp máy 18 MW, xây dựng trên vùng đất xã Nậm Xe, Mường So huyện Phong Thổ.[7]

## Chỉ dẫn
1. ↑  Trong tiếng Thái-Tày "Nậm" có nghĩa là nước, sông, suối.